# Stanley-Cup-Playoffs 1947
Die Playoffs um den Stanley Cup des Jahres 1947 begannen am 25. März 1947 und endeten am 19. April 1947 mit dem 4:2-Sieg der Toronto Maple Leafs über die Canadiens de Montréal. Für Toronto markierte dies den insgesamt sechsten Titel sowie den zweiten in den letzten drei Jahren. Die unterlegenen Canadiens hingegen, die als Titelverteidiger an diesen Playoffs teilnahmen, stellten in Person von Maurice Richard den Topscorer und besten Torschützen dieser post-season. Darüber hinaus bildeten beide Teams das erste rein kanadische Stanley-Cup-Finale seit 1935, als die Montreal Maroons die Maple Leafs mit 3:0 besiegt hatten.

## Modus
Für die Playoffs qualifizierten sich die vier besten Teams der Liga. Im Halbfinale standen sich der Erste und der Dritte sowie der Zweite und der Vierte der Abschlusstabelle gegenüber. Die jeweiligen Sieger bestritten anschließend das Stanley-Cup-Finale.
Alle Serien wurden dabei im Best-of-Seven-Modus ausgetragen, das heißt, dass ein Team vier Siege zum Weiterkommen benötigte. Das höher gesetzte Team hatte dabei in den ersten beiden Spielen Heimrecht, die nächsten beiden das gegnerische Team. Sollte bis dahin kein Sieger aus der Runde hervorgegangen sein, wechselte das Heimrecht von Spiel zu Spiel. So hatte die höher gesetzte Mannschaft in den Spielen 1, 2, 5 und 7, also vier der maximal sieben Spiele, einen Heimvorteil.
Bei Spielen, die nach der regulären Spielzeit von 60 Minuten unentschieden blieben, folgte die Overtime. Sie endete durch das erste erzielte Tor (Sudden Death).

## Qualifizierte Teams
- (1) Canadiens de Montréal
- (2) Toronto Maple Leafs
- (3) Boston Bruins
- (4) Detroit Red Wings

## Playoff-Baum
|  | Halbfinale | Halbfinale            | Halbfinale |  |  | Stanley-Cup-Finale | Stanley-Cup-Finale    | Stanley-Cup-Finale |
|  |            |                       |            |  |  |                    |                       |                    |
|  |            |                       |            |  |  |                    |                       |                    |
|  | 1          | Canadiens de Montréal | 4          |  |  |                    |                       |                    |
|  | 3          | Boston Bruins         | 1          |  |  |                    |                       |                    |
|  |            |                       |            |  |  | 1                  | Canadiens de Montréal | 2                  |
|  |            |                       |            |  |  | 2                  | Toronto Maple Leafs   | 4                  |
|  | 2          | Toronto Maple Leafs   | 4          |  |  |                    |                       |                    |
|  | 4          | Detroit Red Wings     | 1          |  |  |                    |                       |                    |
|  |            |                       |            |  |  |                    |                       |                    |

## Halbfinale

### (1) Canadiens de Montréal – (3) Boston Bruins
| 25. März 1947 | Canadiens de Montréal Toe Blake (5:58) Jimmy Peters (52:30) Johnny Quilty (56:27) | 3:1 (1:1, 0:0, 2:0) Spielbericht Stand: 1:0 | Boston Bruins Ken Smith (2:30) | Forum de Montréal, Montréal, Québec |

| 27. März 1947 | Canadiens de Montréal Ken Reardon (59:08) Ken Mosdell (65:38) | 2:1 n. V. (0:0, 0:1, 1:0, 1:0) Spielbericht Stand: 2:0 | Boston Bruins Bobby Bauer (23:02) | Forum de Montréal, Montréal, Québec |

| 29. März 1947 | Boston Bruins Milt Schmidt (30:45) Joe Carveth (32:32) Milt Schmidt (35:30) Woody Dumart (54:48) | 4:2 (0:2, 3:0, 1:0) Spielbericht Stand: 1:2 | Canadiens de Montréal Maurice Richard (0:38) Ken Mosdell (5:28) | Boston Garden, Boston, Massachusetts |

| 1. April 1947 | Boston Bruins Ken Smith (36:20) | 1:5 (0:0, 1:3, 0:2) Spielbericht Stand: 1:3 | Canadiens de Montréal Billy Reay (25:04) Johnny Quilty (26:31) Billy Reay (30:38) Billy Reay (43:55) Billy Reay (58:39) | Boston Garden, Boston, Massachusetts |

| 3. April 1947 | Canadiens de Montréal Toe Blake (20:45) Maurice Richard (47:43) Maurice Richard (57:55) Johnny Quilty (96:40) | 4:3 n. V. (0:0, 1:2, 2:1, 0:0, 1:0) Spielbericht Stand: 4:1 | Boston Bruins Joe Carveth (33:52) Milt Schmidt (34:14) Ken Smith (51:40) | Forum de Montréal, Montréal, Québec |

### (2) Toronto Maple Leafs – (4) Detroit Red Wings
| 26. März 1947 | Toronto Maple Leafs Vic Lynn (27:01) Nick Metz (50:29) Howie Meeker (63:05) | 3:2 n. V. (0:0, 1:1, 1:1, 1:0) Spielbericht Stand: 1:0 | Detroit Red Wings Roy Conacher (22:21) Pete Horeck (56:25) | Maple Leaf Gardens, Toronto, Ontario |

| 29. März 1947 | Toronto Maple Leafs Nick Metz (29:56) | 1:9 (0:2, 1:1, 0:6) Spielbericht Stand: 1:1 | Detroit Red Wings Ted Lindsay (3:20) Sid Abel (4:20) Billy Taylor (22:10) Ted Lindsay (45:26) Roy Conacher (47:57) Pete Horeck (53:37) Jim Conacher (57:30) Roy Conacher (58:30) Ed Bruneteau (59:00) | Maple Leaf Gardens, Toronto, Ontario |

| 1. April 1947 | Detroit Red Wings Jim Conacher (27:51) | 1:4 (0:1, 1:1, 0:2) Spielbericht Stand: 1:2 | Toronto Maple Leafs Don Metz (12:41) Harry Watson (36:46) Syl Apps (42:30) Syl Apps (56:20) | Detroit Olympia, Detroit, Michigan |

| 3. April 1947 | Detroit Red Wings Roy Conacher (26:18) | 1:4 (0:1, 1:1, 0:2) Spielbericht Stand: 1:3 | Toronto Maple Leafs Howie Meeker (15:51) Theodore Kennedy (33:13) Howie Meeker (49:11) Syl Apps (50:59) | Detroit Olympia, Detroit, Michigan |

| 5. April 1947 | Toronto Maple Leafs Nick Metz (11:52) Joe Klukay (16:00) Don Metz (24:40) Gaye Stewart (33:16) Nick Metz (48:22) Syl Apps (54:37) | 6:1 (2:1, 2:0, 2:0) Spielbericht Stand: 4:1 | Detroit Red Wings Fern Gauthier (17:51) | Maple Leaf Gardens, Toronto, Ontario |

## Stanley-Cup-Finale

### (1) Canadiens de Montréal – (2) Toronto Maple Leafs
| 8. April 1947 | Canadiens de Montréal Buddy O’Connor (2:20) Billy Reay (28:17) Maurice Richard (29:41) George Allen (45:40) Billy Reay (51:04) Erwin Chamberlain (58:28) | 6:0 (1:0, 2:0, 3:0) Spielbericht Stand: 1:0 | Toronto Maple Leafs | Forum de Montréal, Montréal, Québec |

| 10. April 1947 | Canadiens de Montréal | 0:4 (0:2, 0:1, 0:1) Spielbericht Stand: 1:1 | Toronto Maple Leafs Theodore Kennedy (1:12) Vic Lynn (1:36) Gaye Stewart (26:37) Harry Watson (51:55) | Forum de Montréal, Montréal, Québec |

| 12. April 1947 | Toronto Maple Leafs Gus Mortson (9:45) Bud Poile (24:48) Vic Lynn (32:23) Theodore Kennedy (59:13) | 4:2 (1:0, 2:2, 1:0) Spielbericht Stand: 2:1 | Canadiens de Montréal Léo Gravelle (32:33) Buddy O’Connor (38:30) | Maple Leaf Gardens, Toronto, Ontario |

| 15. April 1947 | Toronto Maple Leafs Harry Watson (6:13) Syl Apps (76:36) | 2:1 n. V. (1:1, 0:0, 0:0, 1:0) Spielbericht Stand: 3:1 | Canadiens de Montréal Glen Harmon (4:38) | Maple Leaf Gardens, Toronto, Ontario |

| 17. April 1947 | Canadiens de Montréal Maurice Richard (1:23) Léo Gravelle (8:29) Maurice Richard (39:32) | 3:1 (2:0, 1:0, 0:1) Spielbericht Stand: 2:3 | Toronto Maple Leafs Bud Poile (53:37) | Forum de Montréal, Montréal, Québec |

| 19. April 1947 | Toronto Maple Leafs Vic Lynn (25:39) Theodore Kennedy (54:39) | 2:1 n. V. (0:1, 1:0, 1:0) Spielbericht Stand: 4:2 | Canadiens de Montréal Buddy O’Connor (0:25) | Maple Leaf Gardens, Toronto, Ontario |

### Stanley-Cup-Sieger
| Stanley-Cup-Sieger Toronto Maple Leafs | Torhüter: Turk Broda Verteidiger: Bill Barilko, Garth Boesch, Bob Goldham, Gus Mortson, Wally Stanowski, Jimmy Thomson Angreifer: Syl Apps (C), Gus Bodnar, Bill Ezinicki, Theodore Kennedy, Joe Klukay, Vic Lynn, Howie Meeker, Don Metz, Nick Metz, Bud Poile, Gaye Stewart, Harry Watson Cheftrainer: Hap Day General Manager: Conn Smythe |

## Beste Scorer
Abkürzungen: GP = Spiele, G = Tore, A = Assists, Pts = Punkte, PIM = Strafminuten; Fett: Bestwert
| Spieler          | Team     | GP | G | A | Pts | PIM |
| ---------------- | -------- | -- | - | - | --- | --- |
| Maurice Richard  | Montréal | 10 | 6 | 5 | 11  | 64  |
| Theodore Kennedy | Toronto  | 11 | 4 | 5 | 9   | 4   |
| Toe Blake        | Montréal | 11 | 2 | 7 | 9   | 0   |
| Roy Conacher     | Detroit  | 5  | 4 | 4 | 8   | 2   |
| Billy Reay       | Montréal | 11 | 6 | 1 | 7   | 14  |
| Buddy O’Connor   | Montréal | 8  | 3 | 4 | 7   | 0   |
| Gaye Stewart     | Toronto  | 9  | 5 | 2 | 7   | 9   |
| Syl Apps         | Toronto  | 11 | 5 | 1 | 6   | 0   |
| Nick Metz        | Toronto  | 6  | 4 | 2 | 6   | 0   |
| Howie Meeker     | Toronto  | 11 | 3 | 3 | 6   | 6   |

## Beste Torhüter
Die kombinierte Tabelle zeigt die drei besten Torhüter in der Kategorie Gegentorschnitt sowie den jeweils Führenden in Shutouts und Siegen.
Abkürzungen: GP = Spiele, Min = Eiszeit (in Minuten), W = Siege, L = Niederlagen, GA = Gegentore, SO = Shutouts, GAA = Gegentorschnitt; Fett: Bestwert; Sortiert nach Gegentorschnitt.
Erfasst werden nur Torhüter mit 120 absolvierten Spielminuten.
| Spieler       | Team     | GP | Min    | W | L | GA | SO | GAA  |
| ------------- | -------- | -- | ------ | - | - | -- | -- | ---- |
| Bill Durnan   | Montréal | 11 | 718:54 | 6 | 5 | 23 | 1  | 1,92 |
| Turk Broda    | Toronto  | 11 | 679:41 | 8 | 3 | 27 | 1  | 2,38 |
| Frank Brimsek | Boston   | 5  | 342:18 | 1 | 4 | 16 | 0  | 2,80 |